# نج جونغ لي
نج جونغ لي هو دراج ماليزي، ولد في 6 أكتوبر 1985 في مانيلا في الفلبين.

## وصلات خارجية
- نج جونغ لي على موقع الاتحاد الدولي للدراجات (الإنجليزية)
- نج جونغ لي على موقع أرشيف الدراجات (الإنجليزية)
- نج جونغ لي على موقع إحصائيات الدراجات الإحترافية (الإنجليزية)
- نج جونغ لي على موقع نسبة الدراجات (الإنجليزية)